# For Keeps
For Keeps (på Svensk Filmdatabas benämnd som Maybe Baby), alternativt skriven som For Keeps?, är en amerikansk dramakomedi från 1988 i regi av John G. Avildsen. Filmen hade biopremiär i USA den 15 januari 1988, samt i Sverige den 5 augusti 1988. Filmens två huvudroller spelas av Molly Ringwald och Randall Batinkoff.

## Handling
Filmens handling kretsar kring det unga tonårsparet Darcy Elliot och Stan Bobrucz, som precis är på väg in i vuxenlivet, när de en dag blir oplanerat gravida med sitt första barn. Detta ska komma att få förödande konsekvenser för det unga paret, bland annat ett bråk med Stans hela familj.

## Rollista
| - Molly Ringwald – Darcy Elliot Bobrucz - Randall Batinkoff – Stan Bobrucz - Kenneth Mars – Mr. Bobrucz (Stans pappa) - Miriam Flynn – Donna Elliot (Darcys mamma) - Conchata Ferrell – Mrs. Bobrucz (Stans mamma) - Sharon Brown – Lila (Darcys bästa vän) - John Zarchen – Chris | - Pauly Shore – Retro - Michelle Downey – Michaela - Patricia Barry – kvinna på adoptionsbyrån - Janet MacLachlan – Miss Giles - Jaclyn Bernstein – Mary Bobrucz (Stans lillasyster) - Matthew Licht – Leo Bobrucz (Stans lillebror) - Renée Estevez – Marnie - Darcy DeMoss – Elaine - Alex Trebek – sig själv |